# Ny Demokrati
Ny Demokrati (NyD; Nederlands: Nieuwe Democratie) was een Zweedse politieke partij, die tussen 1991 en 1994 vertegenwoordigd was in het Zweedse parlement. NyD was een rechts-populistische partij die een economisch liberaal beleid voorstond en kritiek had voor de (kosten van de) immigratie.

## Geschiedenis
De kiemen van de NyD liggen in november 1990, wanneer Ian Wachtmeister en Bert Karlsson elkaar ontmoeten. Er volgt een partijprogramma, een naam - Ny Demokrati - en een stichtingscongres op 4 februari 1990, slechts enkele maanden voor de parlementsverkiezingen van september. In de polls heeft een partij, geleid door Karlsson, al voor haar oprichting blijkbaar een groot electoraal potentieel. Nog in de zomer geven peilingen NyD 10% van de stemmen. Andere partijen verzetten zich in de campagne hevig tegen de visie op immigratie die Ny Demokrati er op nahoudt. Uiteindelijk klokt de nieuwe partij af op 6,7% van de stemmen en 24 zetels in de Rijksdag. Ze onthoudt zich bij de vertrouwensstemming van de centrumrechtse minderheidsregering-Bildt, waardoor ze die indirect steunt.
Vrij snel houdt de partij nog slechts haar harde anti-immigratiestandpunten over. Interne problemen leiden tot het vertrek van Bert Karlsson. De verkiezingen van 1994 leveren nog slechts 1,4% (en geen zetels) op. De partij is enkel nog lokaal vertegenwoordigd. Nadat Karlsson dat eerder al had gedaan, verlaat nu ook Ian Wachtmeister NyD om een eigen partij te stichten. In 1998 verliest de partij elke vertegenwoordiging, ook op gemeentelijk niveau. Twee jaar later wordt NyD bankroet verklaard. In 2002 wordt de partij nog onder dezelfde naam van onder het stof gehaald, maar zonder enig succes.

## Standpunten
- Belastingverlagingen,
- De verkoop van overheidsbedrijven en het afschaffen van staatsmonopolies,
- Een Zweedse deelname aan de Europese Unie en het achter zich laten van de Zweedse neutraliteit,
- De aanpak van druggebruik en straatgeweld,
- Verregaande integratie van immigranten in de Zweedse samenleving, immigranten aan het werk zetten en ze uit het land verwijderen bij het begaan van misdaden.